# Артур, Джеймс
Джеймс Артур (James Greig Arthur, род. 18 мая 1944, г. Гамильтон, Канада) — канадский математик. Профессор Торонтского университета, член Канадского (1980) и Лондонского (1992) королевских обществ, иностранный член НАН США (2014).
Единственный математик, удостоенный высшей научной канадской награды Золотой медали Герхарда Херцберга (1999).
Окончил Торонтский университет (бакалавр математики и физики, 1966, магистр 1967).
Степень доктора философии по математике получил в Йельском университете в 1970 году под началом Роберта Ленглендса.
Затем в 1970—1976 годах преподавал там же.
Преподавал в Принстонском университете, а с 1976 года — в Университете Дьюка, с 1978 года — в альма-матер в Торонто.
В 1987 году стал Университетским профессором Торонтского университета.
В 2005—2006 гг. президент Американского математического общества, его фелло с 2012 года.
Иностранный почётный член Американской академии искусств и наук.

## Награды и отличия
- John L. Synge Award[англ.] Канадского королевского общества (1987), первый удостоенный
- CRM-Fields-PIMS prize (1997)
- Henry Marshall Tory Medal[англ.] Канадского королевского общества (1997)
- Канадская золотая медаль Герхарда Херцберга (1999)
- Faculty Award of Excellence Торонтского университета (1999)
- Wilbur Cross Medal[англ.] Йельского университета (2000)
- Стипендия Гуггенхайма (2000)
- Почётный доктор Университета Оттавы (2002)
- G. de B. Robinson Award[нем.] Канадского математического общества (2003)
- Премия Вольфа по математике (2015)
- Премия Стила (2017)